# Sune Wetter
Sune Adalbert Johan Wetter, född den 2 maj 1894 i Stockholm (Hedvig Eleonora församling), död där den 22 november 1980 (Oscars församling), var en svensk jurist, son till kammarrättspresidenten G.A. Petersson. 
Wetter, som blev juris kandidat vid Uppsala universitet 1916, var advokat i Stockholm sedan 1917. År 1950 blev han hovauditör, en syssla i vilken han efterträddes av sin son J. Gillis Wetter.
Sune Wetter blev kommendör av första klassen av Vasaorden 1956. Han är gravsatt på Norra begravningsplatsen utanför Stockholm.